# Arquitetura anglo-saxônica

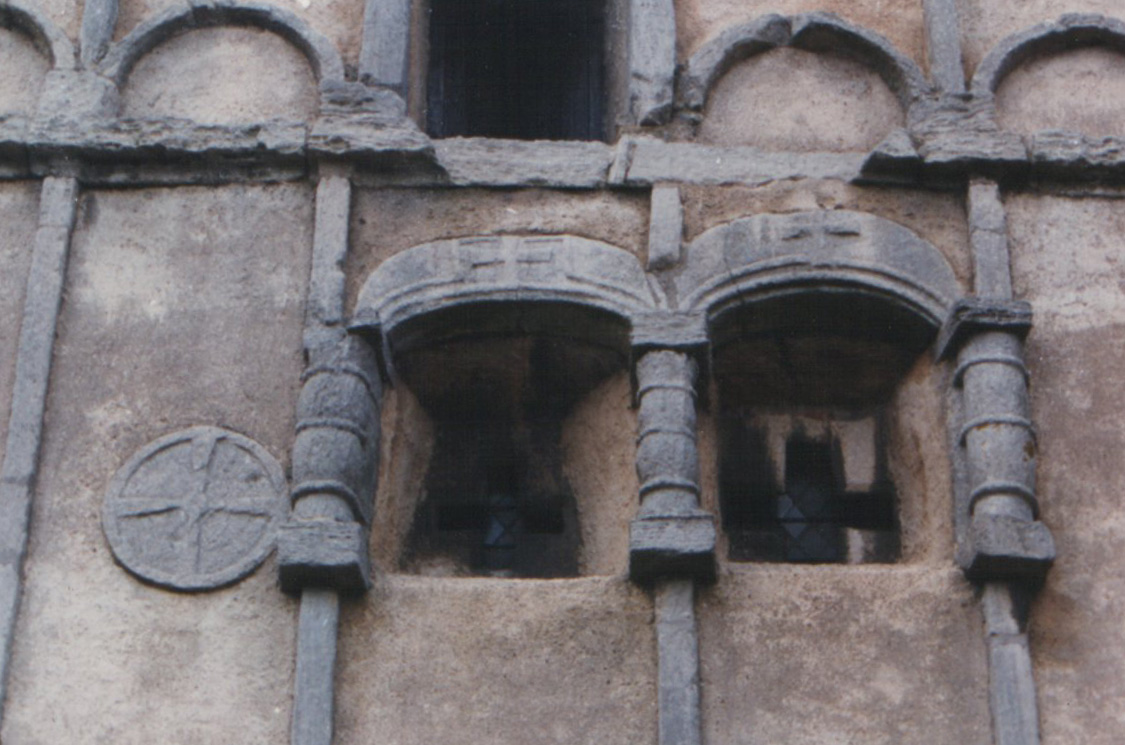
Escultura em pedra anglo-saxônica na igreja Earls Barton, Northamptonshire

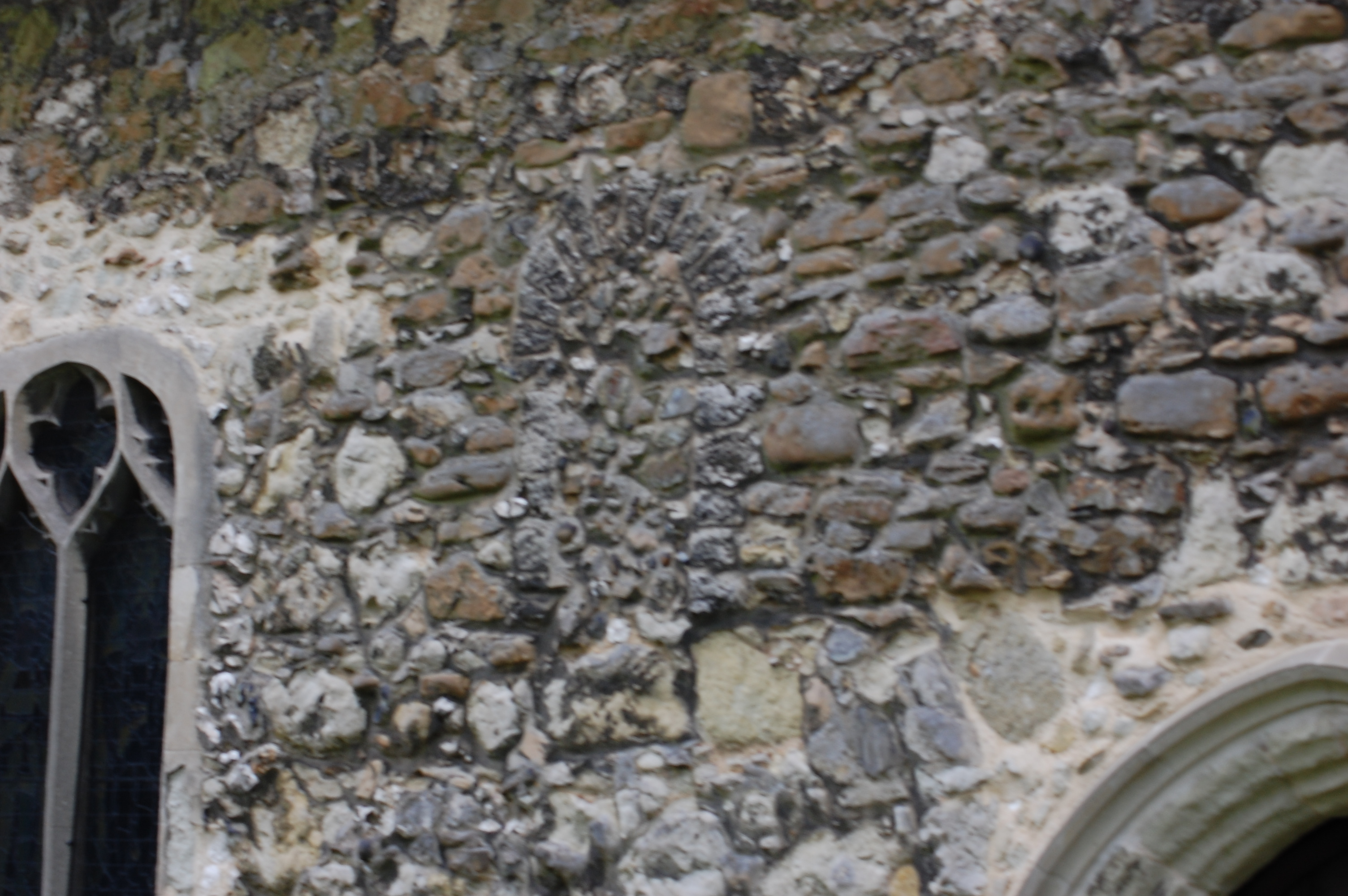
Janela de arco redondo anglo-saxão bloqueada na igreja paroquial de Fobbing

A arquitetura anglo-saxônica foi um período na história da arquitetura na Inglaterra e em partes do país de Gales, de meados do século V até a conquista normanda de 1066. Os edifícios seculares anglo-saxões na Grã-Bretanha eram geralmente simples, construídos usando madeira com palha nos telhados. Nenhum exemplo universalmente aceito sobreviveu acima do solo.
Existem, no entanto, muitos restos da arquitetura da igreja anglo-saxônica. Pelo menos, cinquenta igrejas são de origem saxã, com características arquitetônicas saxônicas. Algumas outras afirmam ser, porém, em alguns casos a parte anglo-saxônica é pequena e muito alterada. Muitas vezes, é impossível distinguir de forma confiável entre os trabalhos do século XI pré e pós-conquista ,em edifícios onde a maioria das partes são adições ou alterações posteriores. A igreja da torre redonda e a nave da torre são tipos anglo-saxões distintos. Todas as igrejas sobreviventes, exceto uma de madeira, são construídas de pedra ou tijolo e, em alguns casos, mostram evidências de trabalho romano reutilizado.
O caráter arquitetônico dos edifícios eclesiásticos saxões fora influenciados pelos célticos no período inicial; A basílica cristã primitiva influenciou a arquitetura; e no período anglo-saxão posterior, uma arquitetura caracterizada por faixas de pilastras, arcadas em branco, hastes de balaústre e aberturas triangulares. Nas últimas décadas do reino anglo-saxão, um estilo românico mais geral foi introduzido no continente, como nas adições agora construídas na Abadia de Westminster, feitas a partir de 1050, já influenciadas pelo estilo normando. Nas últimas décadas, os historiadores da arquitetura tornaram-se menos confiantes de que todas as características "românicas" menores não documentadas pós-data da conquista normanda. Embora, uma vez comum, foi incorreto por várias décadas usar o termo "saxão" para qualquer coisa anglo-saxônica posterior ao período inicial de colonização na Grã-Bretanha.
Os primeiros edifícios anglo-saxões da Grã-Bretanha eram geralmente simples, construídos principalmente por madeira e palha para telhados. Geralmente, preferindo não se instalar nas antigas cidades romanas, os saxões construíram pequenas cidades perto de seus centros de agricultura, em vaus nos rios ou localizadas para servir como portos. Em cada cidade, um salão principal ficava no centro, provido de uma lareira central.

## Casas e outros edifícios seculares

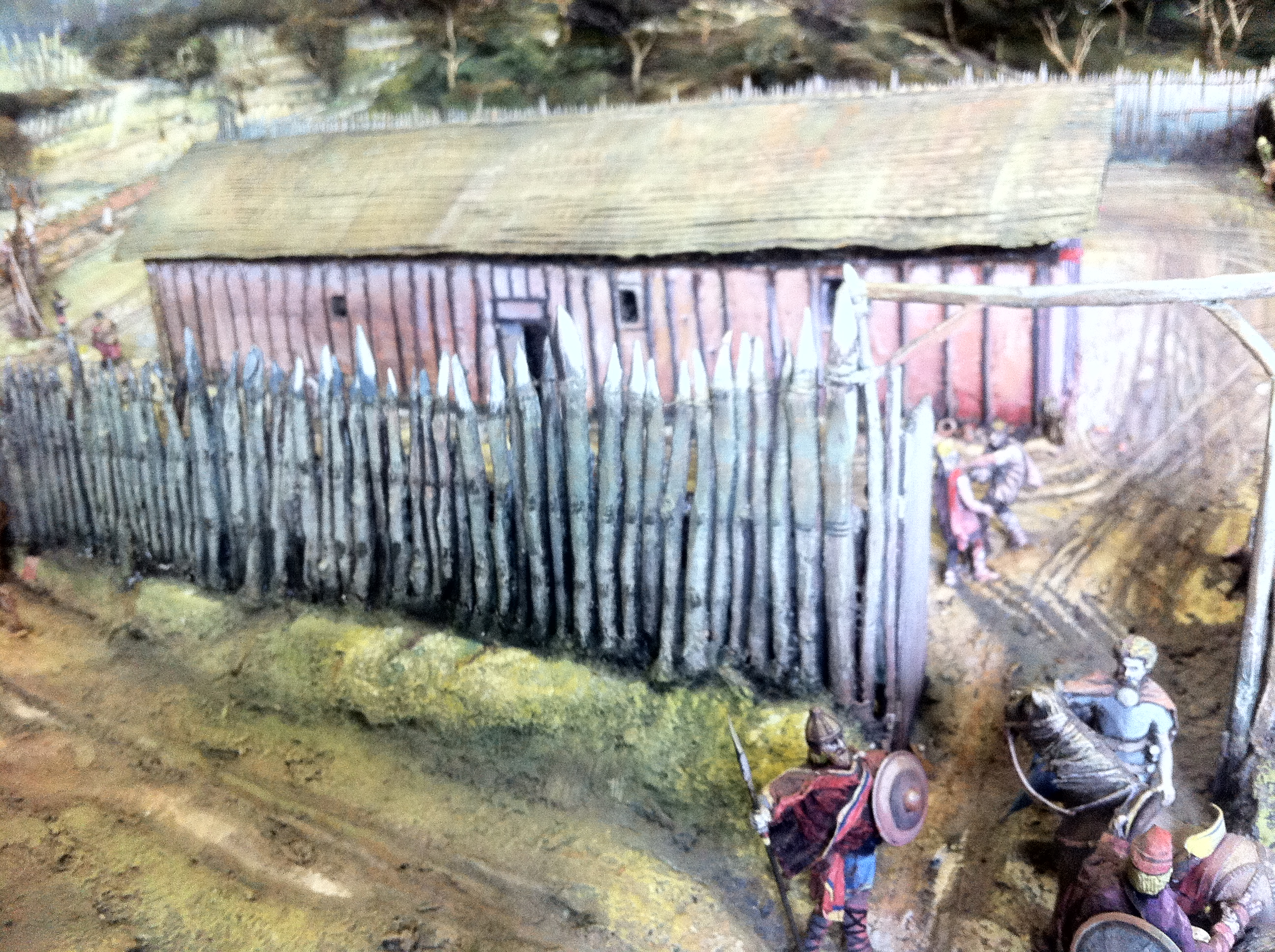
Reconstrução do palácio real anglo-saxão em Cheddar por volta de 1000

Os edifícios seculares anglo-saxões eram normalmente estruturas pós retangulares, onde os postes de madeira eram jogados no chão para formar a estrutura das paredes ,sobre as quais os telhados de colmo eram construídos. Apenas dez das centenas de locais de assentamento escavados na Inglaterra a partir deste período, revelaram estruturas domésticas de alvenaria e confinados a alguns contextos bastante específicos. A explicação usual para a tendência dos anglo-saxões de construir madeira é a da inferioridade ou incompetência tecnológica. No entanto, agora é aceito que a tecnologia e os materiais faziam parte de escolhas conscientes indivisíveis de seu significado social. Le Goff, sugere  que o período anglo-saxão foi definido pelo uso da madeira, fornecendo evidências para o cuidado e a habilidade que os anglo-saxões investiram em sua cultura de materiais de madeira, de xícaras a salões, e a preocupação com as árvores. e madeira em nomes de lugares anglo-saxões - literatura e religião. Michael Shapland sugere:
As formas de construção anglo-saxônicas faziam parte dessa tradição geral de construção. A madeira era 'o meio natural de construção da época': a própria palavra anglo-saxônica para 'construção' é 'timbe'. Diferentemente do mundo carolíngio, os salões reais anglo-saxões da tarde continuavam sendo de madeira da maneira de Yeavering séculos antes, mesmo que o rei pudesse claramente reunir os recursos para construir em pedra. Sua preferência deve ter sido uma escolha consciente, talvez uma expressão de 'identidade germânica profundamente enraizada' por parte da realeza anglo-saxônica.
Embora existam poucas evidências contemporâneas, os métodos de construção, incluindo exemplos de edifícios posteriores, podem ser comparados com os métodos do continente. Os principais edifícios rurais eram edifícios de piso afundado ( Grubenhäuser ) ou pós-furo, embora Helena Hamerow sugira que essa distinção seja menos clara. Um exemplo escavado está em Mucking. Além das cabanas submersas, os edifícios vernaculares do período de migração encontrados em Mucking incluíam salões mais substanciais de até 50 pés (15 m) longo e 25 pés (7,6 m) largo, com entradas no meio de ambos os lados mais longos.
Até a elite possuía edifícios simples, com um incêndio central e um buraco no teto para deixar escapar a fumaça, e o maior dos quais raramente tinha mais de um andar e um cômodo. Os edifícios variam muito em tamanho, a maioria era quadrada ou retangular, embora algumas casas redondas tenham sido encontradas. Freqüentemente esses edifícios têm pisos afundados; um poço raso sobre o qual um piso de tábua estava suspenso. O poço pode ter sido usado para armazenamento, mas é mais provável que tenha sido preenchido com palha para isolamento no inverno. Uma variação no design do piso afundado é encontrada nas cidades, onde o "porão" pode ter até 9 pés de profundidade, sugerindo uma área de armazenamento ou trabalho abaixo de um piso suspenso. Outro projeto comum era o simples enquadramento dos postes, com postes pesados colocados diretamente no chão, apoiando o teto. O espaço entre os postes era preenchido com tábuas de pau-a-pique ou, ocasionalmente, pranchas. Os pisos eram geralmente de terra batida, embora algumas vezes fossem usadas tábuas. Os materiais de cobertura variavam, sendo o sapé o mais comum, embora também fossem usados relvado e até telhas de madeira.
Durante os séculos IX e X, foram construídas fortificações ( burhs ) em torno das cidades para se defender dos ataques viquingues. Quase nenhum trabalho secular permanece acima do solo, embora a Torre Angliana em Iorque tenha sido controversa no século VII. Evidências recentes abrem a possibilidade de que a Torre de São Jorge, Oxford, possa ser uma parte sobrevivente das defesas em torno do burro anglo-saxão de Oxford. Há uma reconstrução de um assentamento anglo-saxão em West Stow, e ilustrações contemporâneas de edifícios seculares e religiosos são algumas vezes encontradas em manuscritos iluminados.

## Arquitetura da igreja: contexto histórico
A queda da Grã-Bretanha romana no início do século V, de acordo com Beda, permitiu um influxo de invasores do norte da Alemanha, incluindo os angulos e os saxões.

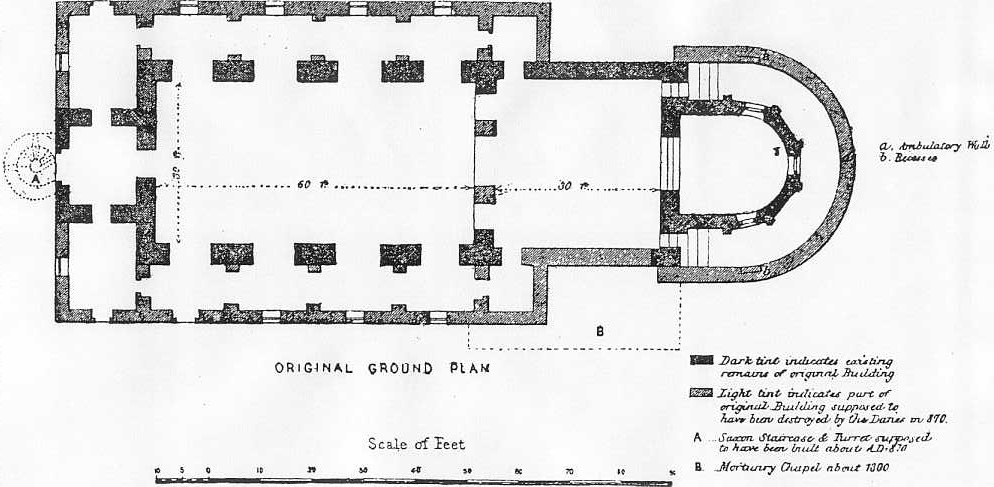
Planta basílica reconstruída da igreja de Brixworth

Os anglos e os saxões tinham sua própria religião, mas o cristianismo estava a caminho. St Patrick, um homem romano-britânico, converteu a Irlanda ao cristianismo, de onde grande parte da Escócia Ocidental foi convertida e grande parte da Nortúmbria foi reconvertida. Também foram estabelecidos vínculos entre as comunidades cristãs da Irlanda e as do País de Gales e do Ocidente em locais como o Oratório de São Piran, que representa algumas das primeiras arquiteturas cristãs existentes no continente britânico. A arquitetura foi inicialmente influenciada pelo monasticismo copta.
Exemplos disso podem ser vistos hoje na forma de retangular de pedra seca corbelled estruturas como a Gallarus Oratory, Dingle e Illauntannig, Irlanda. O cristianismo e a influência irlandesa chegaram à Inglaterra por meio de missionários. Em 635, um centro do cristianismo celta foi estabelecido em Lindisfarne, Northumbria, onde St Aidan fundou um mosteiro.
Em 597, a missão de Agostinho de Roma chegou à Inglaterra para converter o sul dos anglo-saxões e fundou a primeira catedral e um mosteiro beneditino em Canterbury. Essas igrejas consistiam em uma nave com câmaras laterais.
Em 664, um sínodo foi realizado em Whitby, Yorkshire, e os líderes da Igreja Celta e Romana uniram a igreja por toda a Inglaterra. Igrejas maiores se desenvolveram na forma de basílicas, por exemplo, em Brixworth.
As populações romano-britânicas de Gales, Westcountry e Cumbria experimentaram um grau de autonomia em relação à influência anglo-saxônica, representada por tradições linguísticas, litúrgicas e arquitetônicas distintas, tendo muito em comum com as culturas irlandesa e bretã todo o mar celta, e se aliando aos invasores viquingues. No entanto, isso foi gradualmente dominado por séculos de domínio inglês. Construções caracteristicamente circulares , ao contrário de retangulares, geralmente tanto em pedra quanto em madeira, juntamente com cruzes celtas esculpidas, poços sagrados e a reocupação da Idade do Ferro e locais romanos de montanhas como o Castelo de Cadbury, montanhas promontórias como Tintagel e assentamentos fechados chamados Rounds  caracterizam o período sub-romano ocidental até o século VIII no sudoeste da Inglaterra e continuam muito mais tarde no país de Gales independente em cidades pós-romanas como Caerleon e Carmarthen.

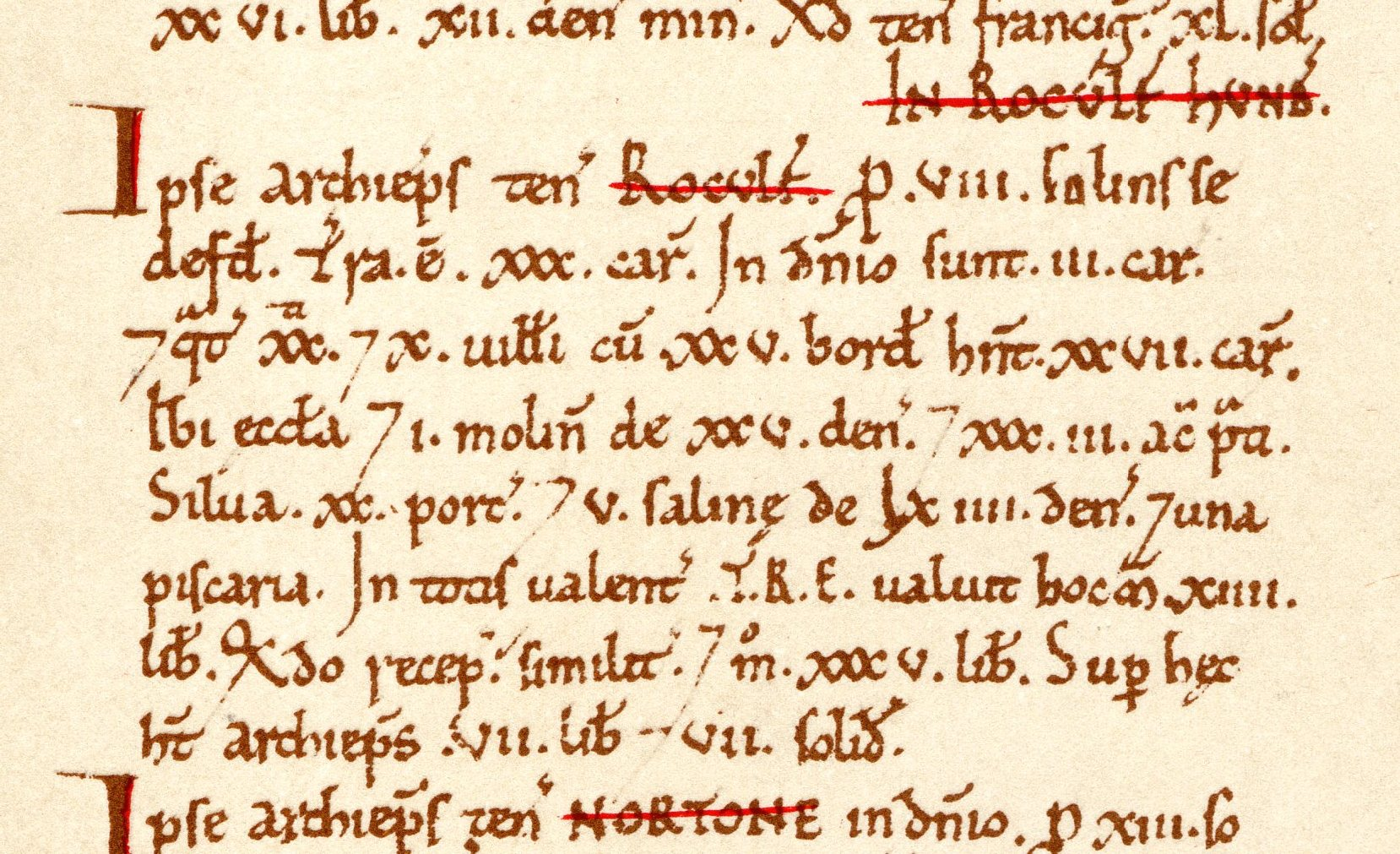
Abertura de arco triplo que separa a nave e abside na igreja do século VII em Reculver, Kent (agora destruída)

A subsequente invasão dinamarquesa (viquingue) marcou um período de destruição de muitos edifícios na Inglaterra anglo-saxônica, incluindo em 793 o ataque a Lindisfarne. Edifícios, incluindo catedrais, foram reconstruídos e a ameaça de conflito teve uma influência inevitável na arquitetura da época. Durante e após o reinado de Alfredo, o Grande (871-899), as cidades anglo-saxônicas ( burhs ) foram fortificadas. Bancos e valas defensivos contemporâneos ainda podem ser vistos hoje como resultado disso. Oxford é um exemplo de uma dessas cidades fortificadas, onde a torre de pedra do século XI da igreja de São Miguel tem posição de destaque ao lado do antigo local do portão norte. A construção de torres de igrejas, substituindo o nártex basílico ou o pórtico ocidental, pode ser atribuída a esse período tardio da arquitetura anglo-saxônica.

## Século VII
Em contraste com os edifícios seculares, a pedra foi usada desde muito cedo para construir igrejas, embora um único exemplo de madeira tenha sobrevivido na Igreja Greensted, que agora é pensada para ser do final do período. Bede deixa claro em sua História Eclesiástica e em Historiam Abbatum que a construção de alvenaria de igrejas, incluindo a sua em Jarrow, foi empreendida morem Romanorum, "à maneira dos romanos", em contraste explícito às tradições existentes de construção em madeira. Mesmo em Canterbury, Bede acreditava que a primeira catedral de Santo Agostinho havia sido 'reparada' ou 'recuperada' de uma igreja romana existente, quando na verdade havia sido recém-construída com materiais romanos. A crença era "a igreja cristã era romana, portanto uma igreja de alvenaria era um edifício romano".
A arquitetura anglo-saxônica sobrevivente mais antiga data do século VII, começando essencialmente com Agostinho de Canterbury, em Kent, desde 597; por isso, ele provavelmente importou trabalhadores da Gália franca. A catedral e a abadia em Canterbury, juntamente com as igrejas em Kent em Minster em Sheppey (c.664) e Reculver (669), e em Essex na capela de São Pedro no Muro em Bradwell-on-Sea (onde apenas a nave sobrevive), define o tipo mais antigo no sudeste da Inglaterra. Uma nave simples, sem corredores, servia de cenário para o altar principal; a leste, um arco de capela-mor, talvez um arco triplo que se abrisse em Reculver, separava a abside para uso do clero. No entanto, não existe uma igreja completa do século VII com uma abside. Flanqueando a abside e a extremidade leste da nave havia câmaras laterais servindo como sacristias; pórticos adicionais podem continuar ao longo da nave para fornecer enterros e outros propósitos. Exceções a isso incluem Old Minster, Winchester.
Os desenhos das igrejas da época diferiam entre o norte da Inglaterra, que é estreito com chancelas de ponta quadrada, em vez das absidias do sul. Na Nortúmbria, o desenvolvimento inicial do cristianismo foi influenciado pela missão irlandesa, importantes igrejas sendo construídas em madeira. As igrejas de alvenaria tornaram-se proeminentes a partir do final do século VII com as fundações de Vilfrido em Ripon e Hexham e de Benedict Biscop em Monkwearmouth-Jarrow. Esses edifícios tinham naves compridas e pequenos canais retangulares; porticus às vezes cercava as naves. Criptas elaboradas são uma característica dos edifícios de Vilfrido. A igreja Nortumbriana mais bem preservada é a Escomb Church.
- Igreja de Todos os Santos, Brixworth, Northamptonshire
- Igreja de São Martinho, Cantuária (nave do século VII com partes de possível origem anterior)
- Old Minster, Winchester (648) (apenas as fundações permanecem, mas são marcadas)
- São Pedro no Muro, Bradwell-on-Sea, Essex ( c. 654, no local de um forte romano, com materiais reutilizados [15] )
- Cripta da Catedral de Ripon ( c. 670)
- Cripta da Abadia de Hexham (674)
- Priorado de Monkwearmouth-Jarrow, Northumberland ( c. 675)
- Igreja de Escomb, Condado de Durham ( c. 680)

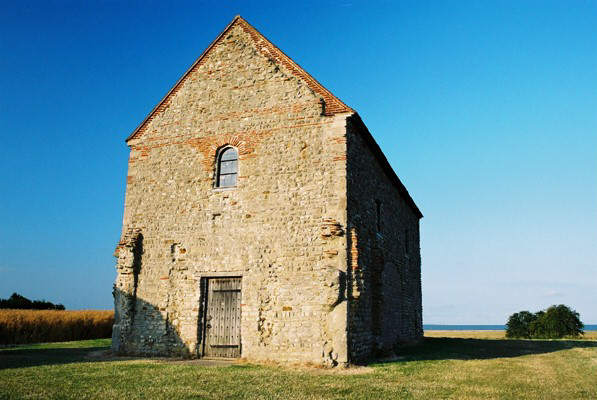
São Pedro na parede, Bradwell
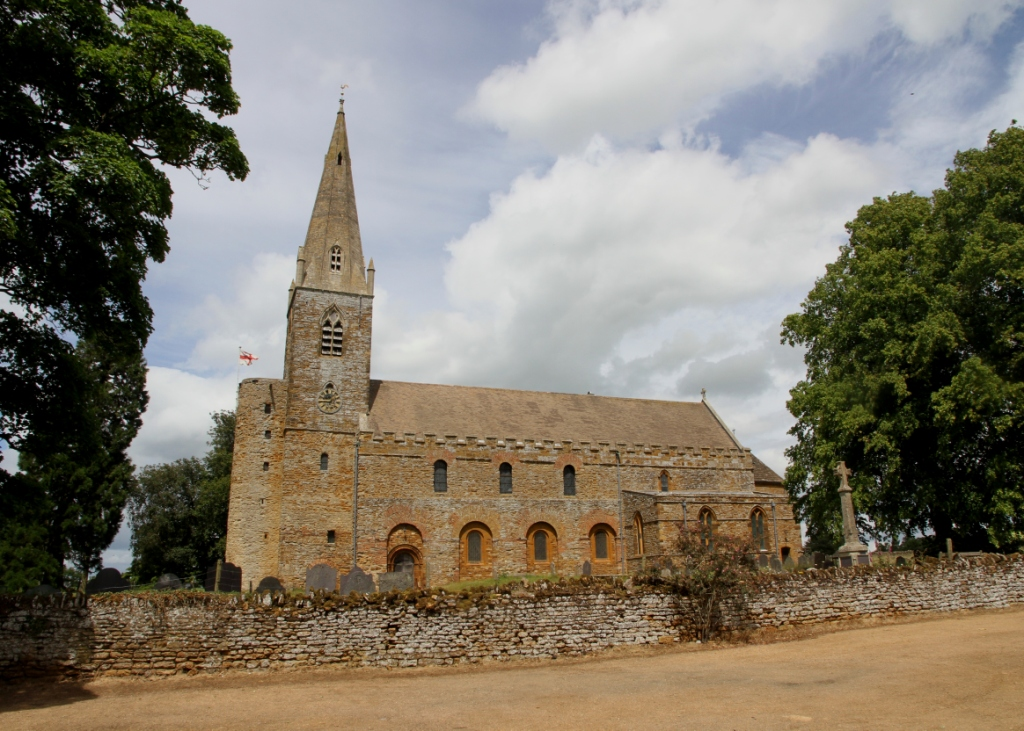
Igreja de Todos os Santos, Brixworth, Northamptonshire
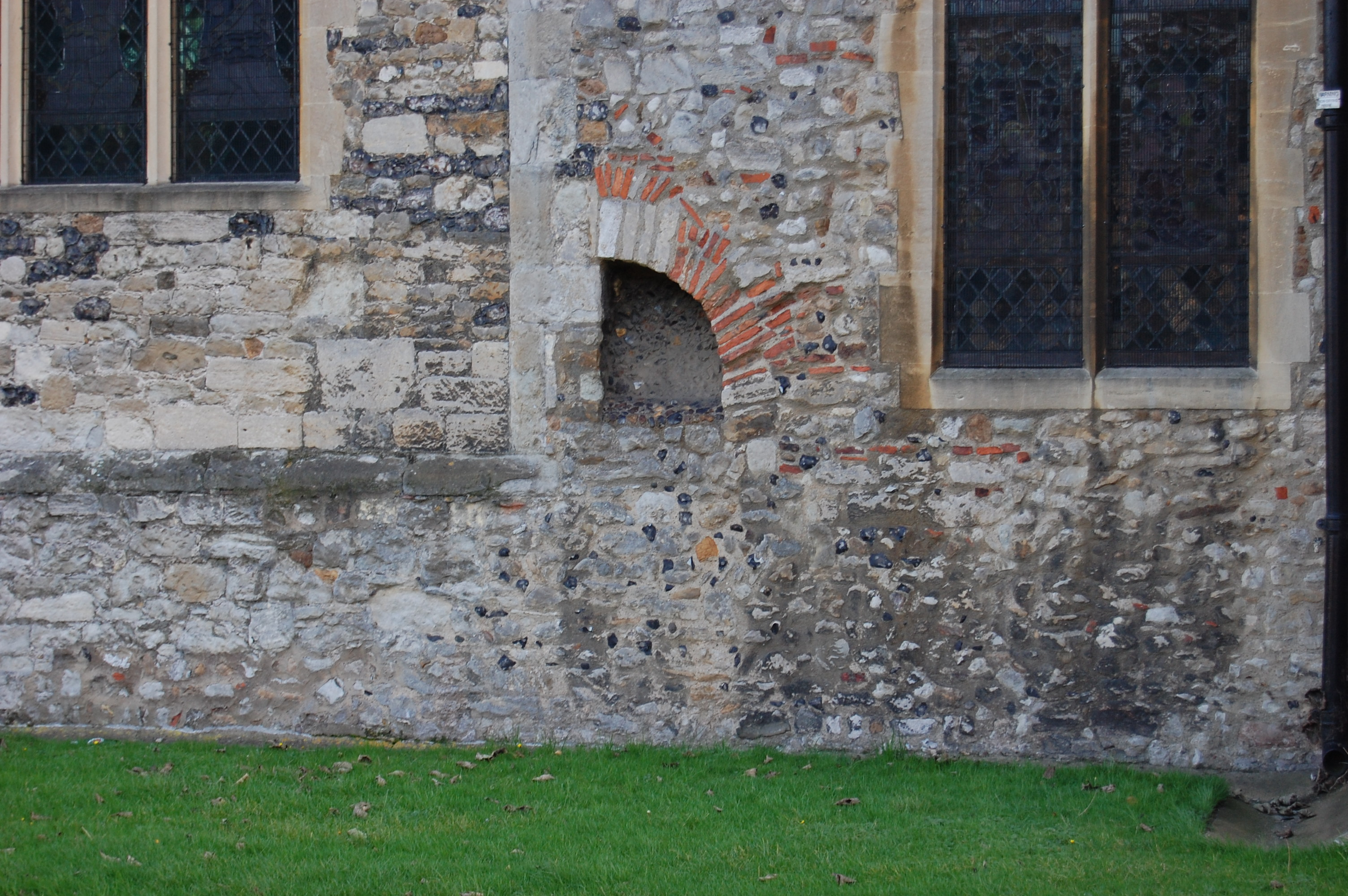
Arco do século VII na igreja paroquial de Prittlewell
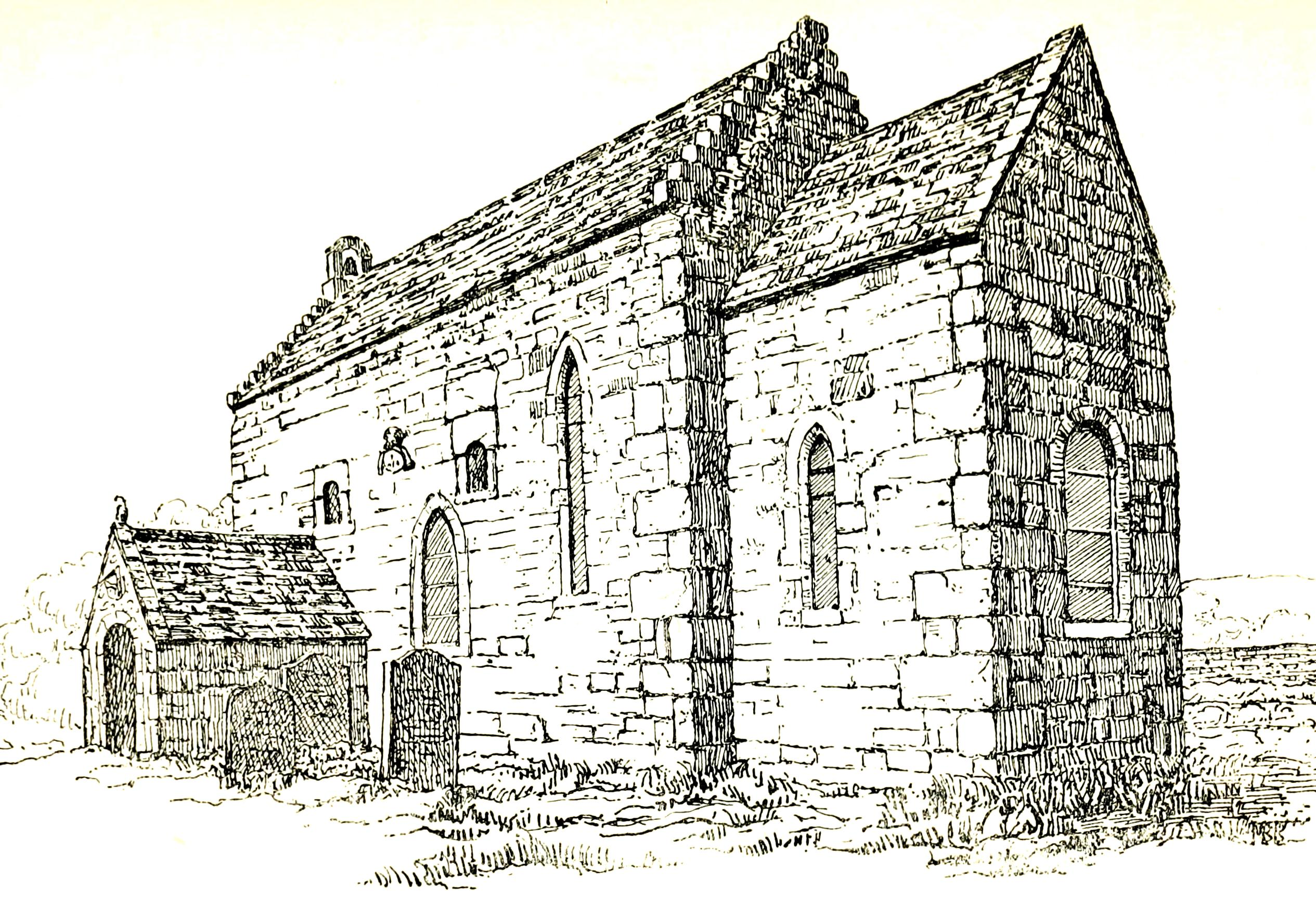
Uma ilustração do início do século XX da Igreja Escomb

## Séculos VIII, IX e X
Pouco se pode atribuir aos séculos VIII e IX, devido aos ataques viquingues regulares. Desenvolvimentos em design e decoração podem ter sido influenciados pelo renascimento carolíngio no continente, onde houve uma tentativa consciente de criar um renascimento romano na arquitetura.
- Igreja de St. Wystan, Repton, Derbyshire (cripta c. 750, paredes da capela-mor do século IX)
- Igreja do Priorado de Santa Maria, Deerhurst, Condado de Gloucester ( c. 930)
- Igreja de Todos os Santos, Earls Barton, Northamptonshire
- Igreja de Santa Helena, Skipwith, North Yorkshire (torre c. 960)
- Igreja de São Pedro, Barton-upon-Humber, Lincolnshire do norte (torre c. 970, batistério possivelmente do século IX)
- Igreja de São Lourenço, Bradford-on-Avon, Wiltshire

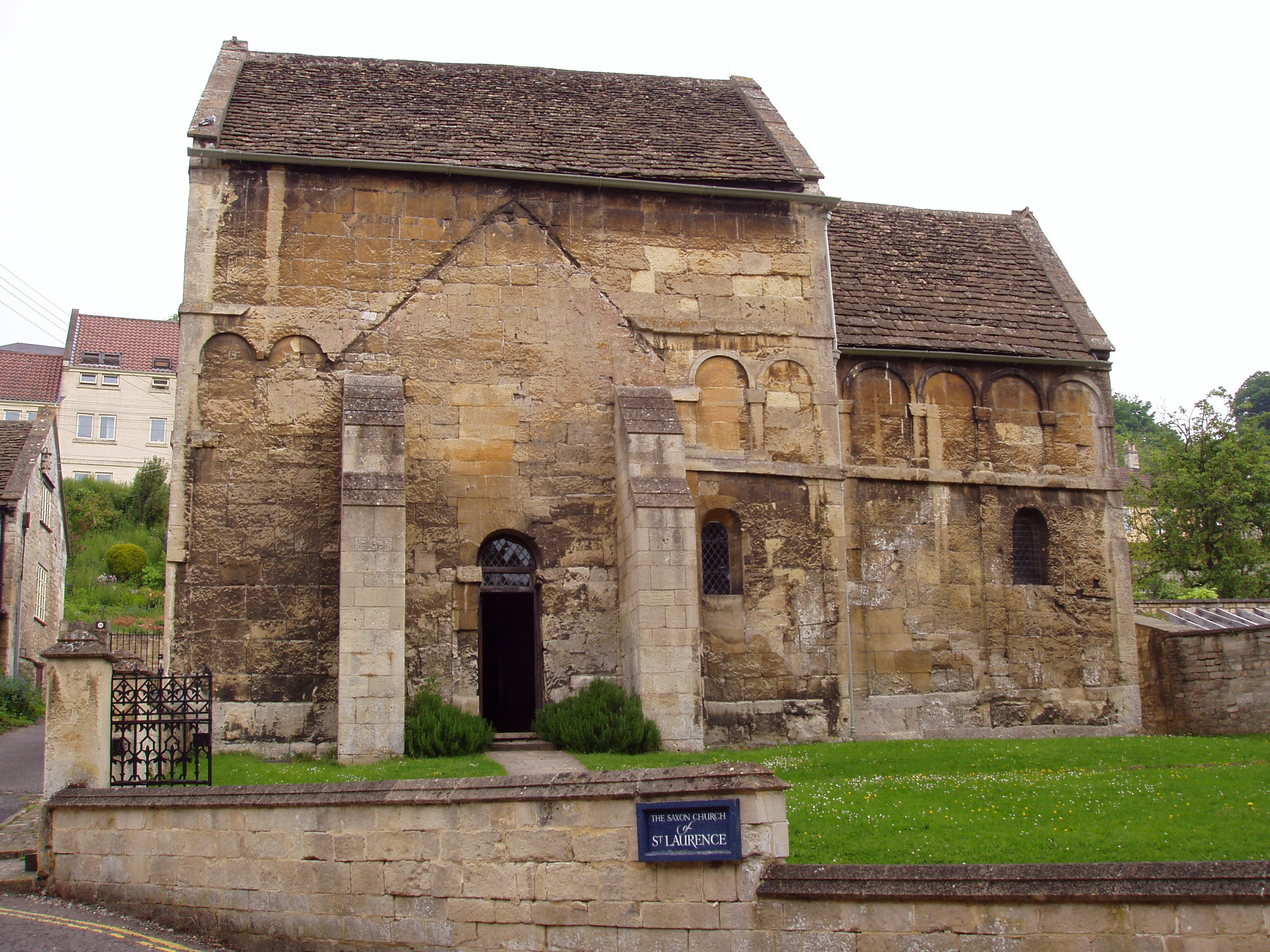
A igreja de St Laurence, Bradford on Avon, vista do sul, 2005.
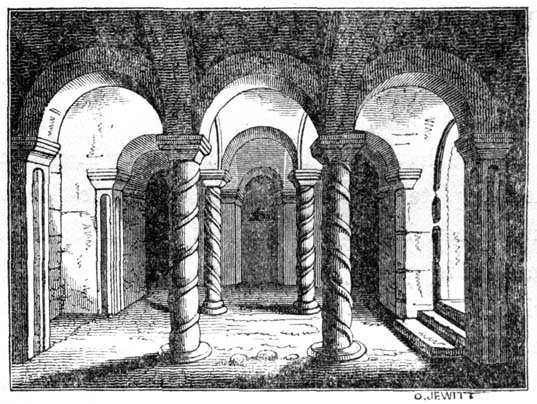
Uma gravura do século XIX da cripta em Repton, onde Etelbaldo foi enterrado
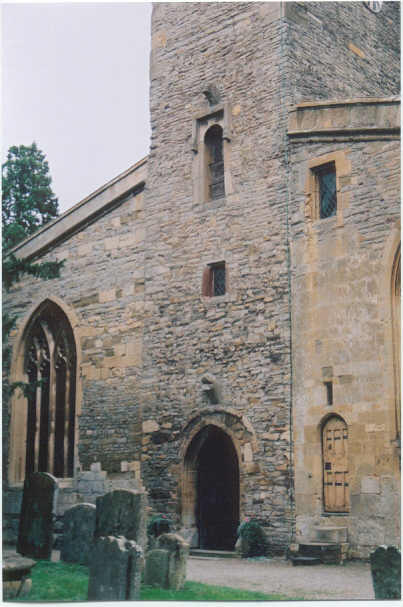
Detalhe da torre em St. Mary's, Deerhurst
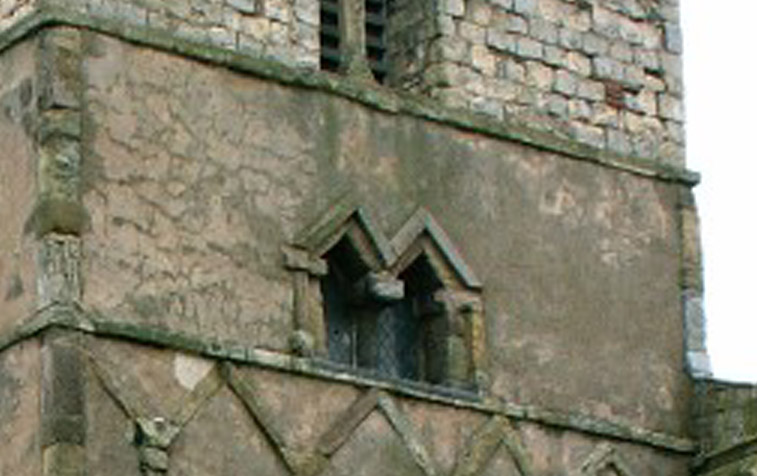
Janelas triangulares duplas na torre da Igreja de São Pedro, Barton-upon-Humber

## Século XI
O século XI viu a primeira aparição do estilo alto românico na Grã-Bretanha. As décadas anteriores à Conquista foram prósperas para a elite, e houve um grande patrocínio na construção de igrejas por figuras como Lady Godiva. Muitas catedrais foram construídas, incluindo a Abadia de Westminster, embora todas tenham sido posteriormente reconstruídas após 1066. Os trabalhadores normandos podem ter sido importados para a Abadia de Westminster através do arcebispo normando de Canterbury, Roberto de Jumièges.
Argumentos recentes e descobertas arqueológicas recentes levantaram a possibilidade de que a Torre de São Jorge, no século XI, anteceda tanto a fundação do Castelo de Oxford quanto a conquista normanda, e funcionasse como uma torre de portão que comandava a entrada ocidental no campo pré-conquista. Nesse caso, a torre foi incorporada ao castelo normando construído no local nos anos 1070, em vez de ser construído junto com ela, como os historiadores da arquitetura há muito supõem. Assim, seria quase sem paralelo na Inglaterra como uma estrutura anglo-saxônica puramente secular e defensiva (veja abaixo, arquitetura secular).
- Igreja Greensted, Essex (1013 com paredes de paliçada de carvalho)
- Stow Minster, Lincolnshire ( c. 1040 com uma pequena parte sobrevivendo de 975)
- Igreja de St Bene't, Cambridge ( c. 1040)
- São Miguel no Northgate, Oxford ( c. 1040)
- Igreja de São Nicolau, Worth, West Sussex ( c. 950 - 1050)
- Igreja de Santa Maria, a Santíssima Virgem, Sompting, West Sussex ( c. 1050)
- Capela de Odda, Deerhurst, Gloucestershire (1056)
- Igreja de São Mateus, Langford, Oxfordshire (anteriormente Berkshire ) (depois de 1050)
- A torre da Igreja da Santíssima Trindade, em Colchester, Essex, possui uma torre do século XI anterior à conquista, construída com escombros romanos [16]
- Torre de São Jorge, Oxford, Oxfordshire (agora parte do Castelo de Oxford, mas possivelmente da data de construção anterior à conquista)

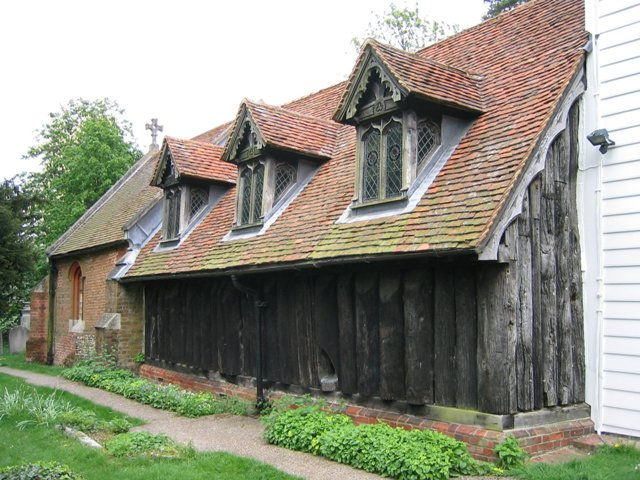
Igreja Greensted, Essex, com parede de carvalho anglo-saxão.
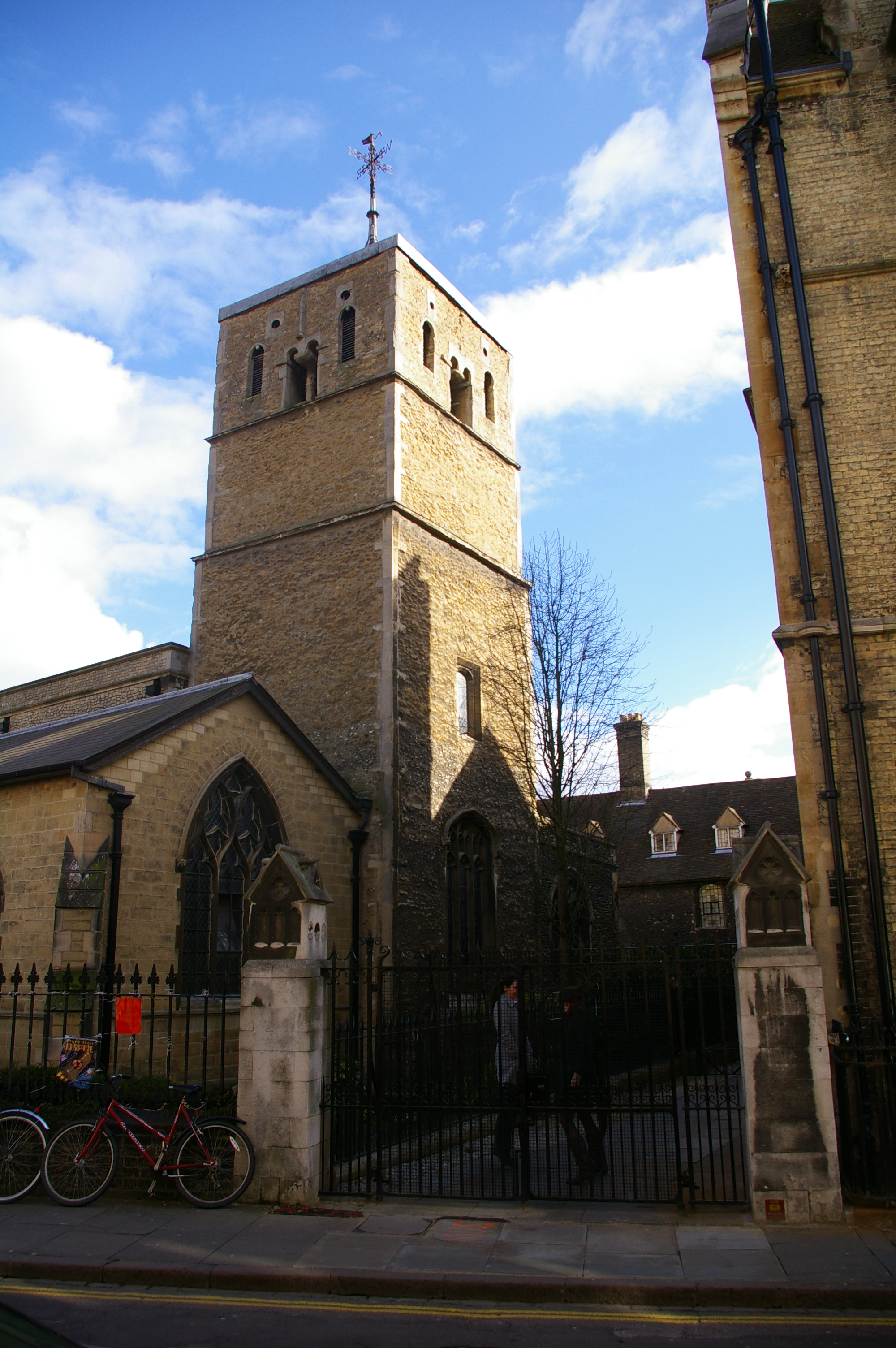
- Igreja de St Bene't, Cambridge
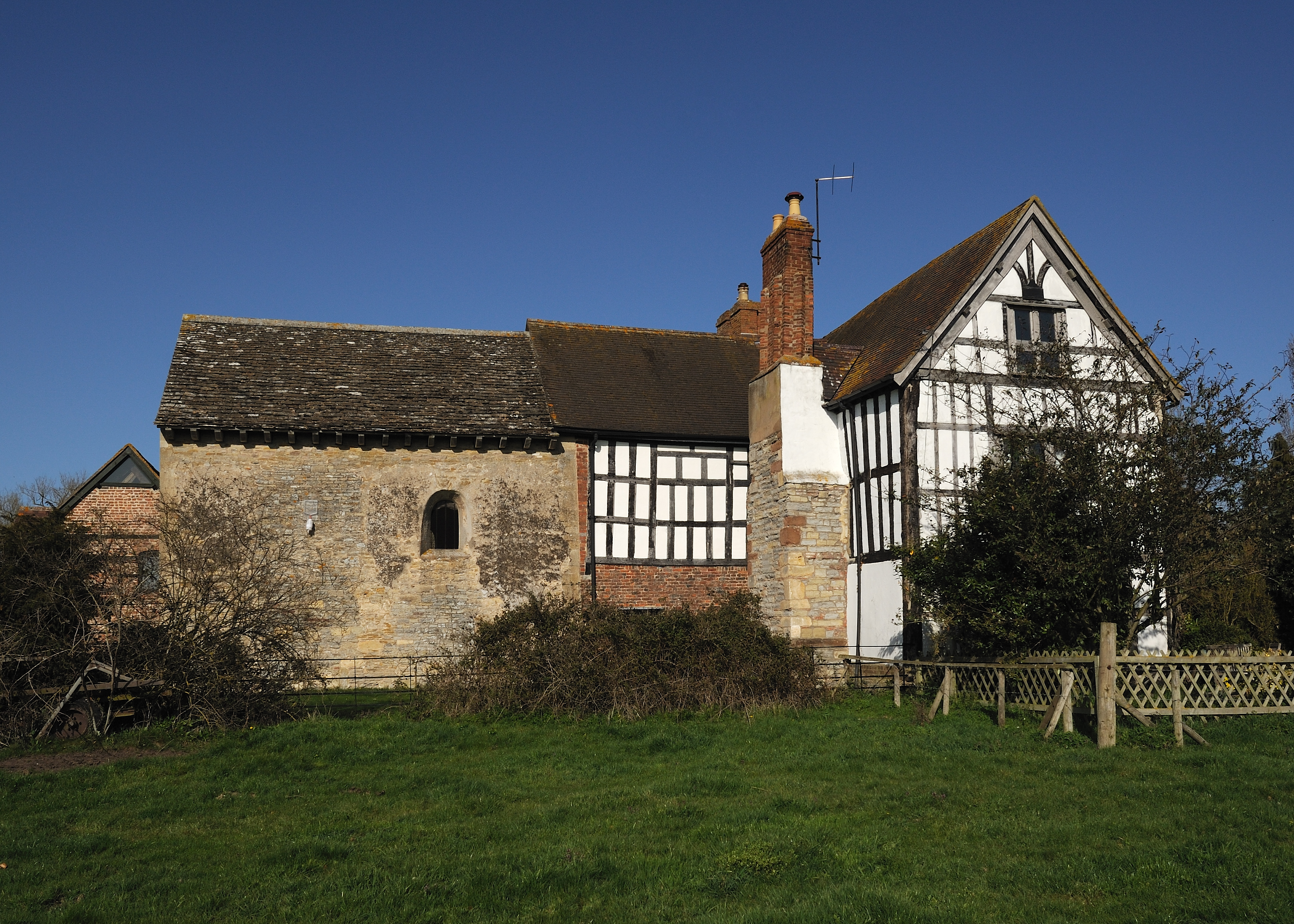
- Capela de Odda, Deerhurst
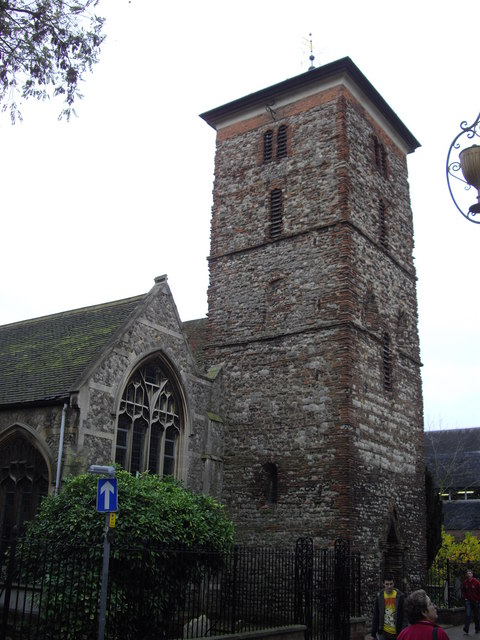
- Igreja da Santíssima Trindade, Colchester, cuja torre e porta oeste são anglo-saxônicas

## Recursos de diagnóstico
Existem muitas igrejas que contêm características anglo-saxônicas, embora algumas dessas características também tenham sido usadas no início do período normando. HM Taylor pesquisou 267 igrejas com características arquitetônicas e ornamentos anglo-saxões. Os historiadores da arquitetura costumavam atribuir com confiança todos os recursos arquitetônicos românicos após a conquista, mas agora percebem que muitos podem vir das últimas décadas do reino anglo-saxão. Os recursos típicos anglo-saxões incluem:
- quoins longos e curtos
- janelas triangulares duplas;
- janelas estreitas e arqueadas (geralmente usando azulejos romanos);
- trabalho em pedra espinha de peixe
- alpendre oeste ( nartéx ).

É raro que mais de um desses recursos esteja presente no mesmo prédio. Várias igrejas anglo-saxônicas primitivas são baseadas em uma basílica com pórtico norte e sul (câmaras projetadas) para dar um plano cruciforme. No entanto, planos cruciformes para igrejas foram usados em outros períodos. Da mesma forma, uma capela-mor na forma de abside arredondada é freqüentemente encontrada nas primeiras igrejas anglo-saxônicas, mas também pode ser encontrada em outros períodos.

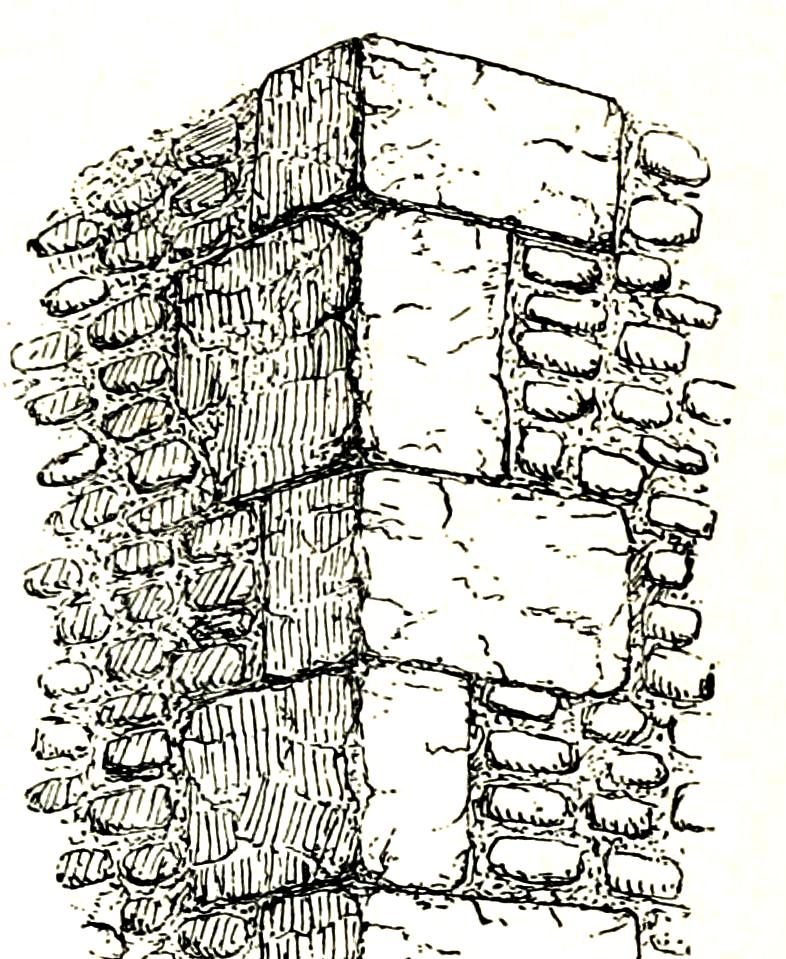
Pedras de quoin no transepto sul de Stow Minster, Lincolnshire
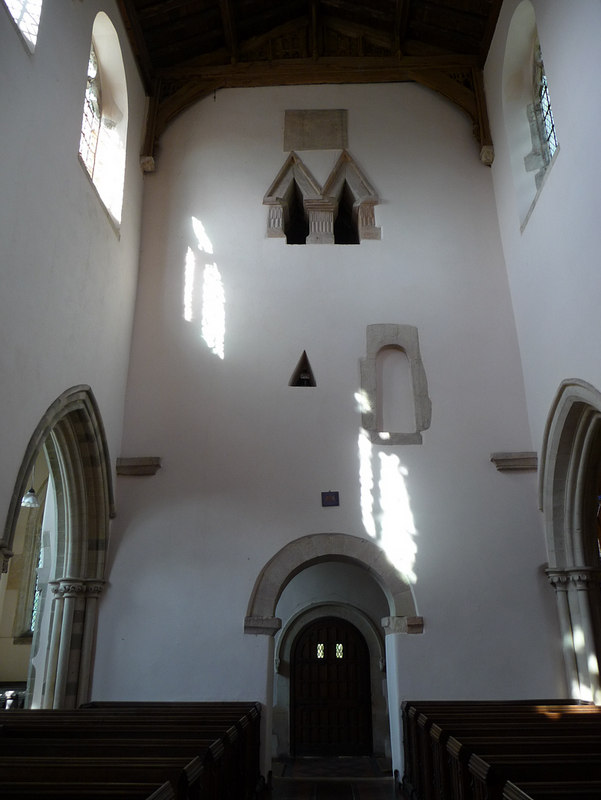
Janelas triangulares duplas em St. Mary's, Deerhurst
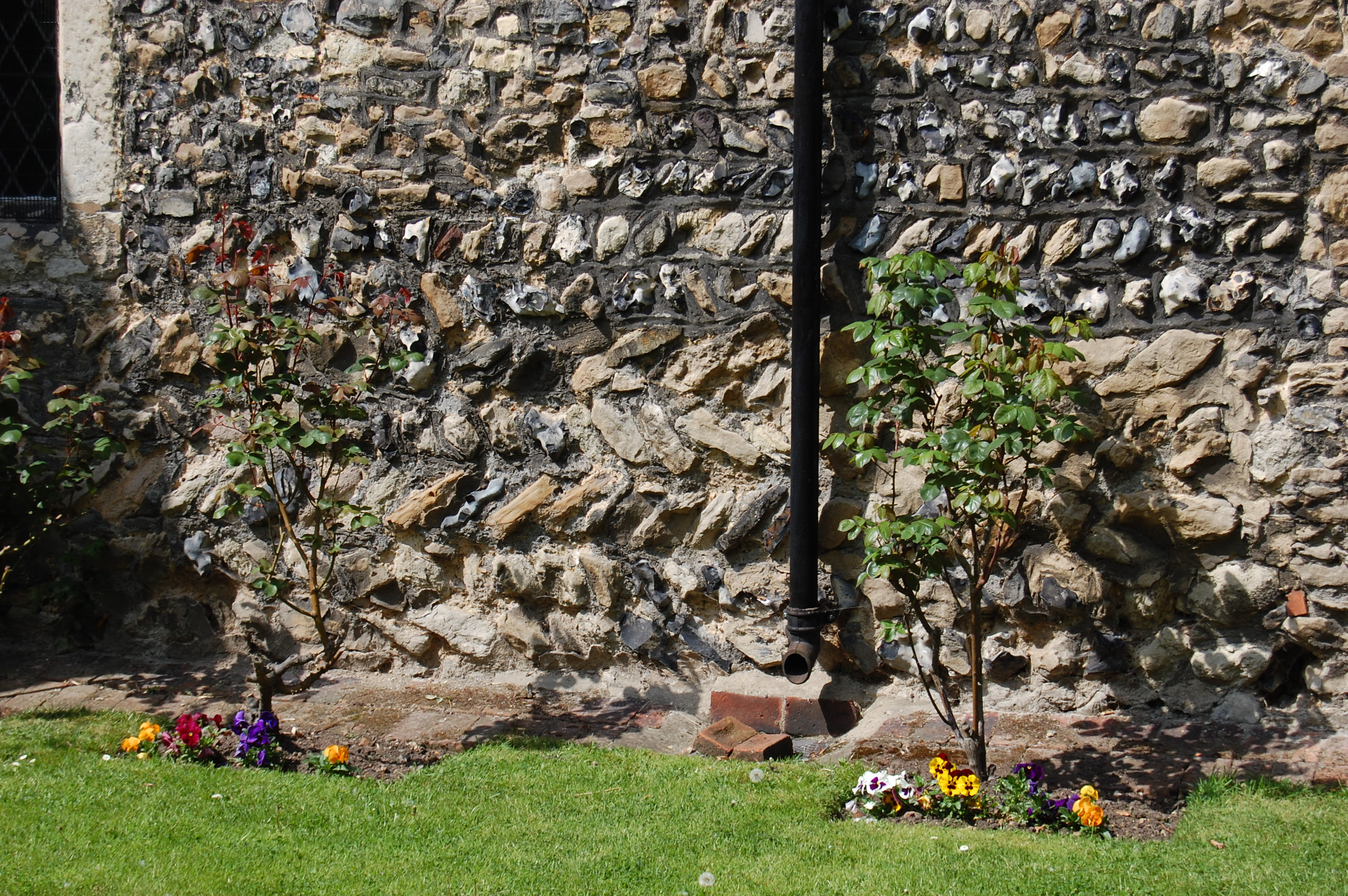
Pedra em espinha de peixe na igreja paroquial de Corringham, Essex